# Georg Gundersen
Georg Gundersen (ur. 28 marca 1897 w Aalborgu, zm. 31 grudnia 1970 tamże) – duński zapaśnik walczący w stylu klasycznym. Olimpijczyk z Paryża 1924, gdzie zajął siedemnaste miejsce w wadze koguciej.
Wygrał mistrzostwa nordyckie w 1923. Uczestnik mistrzostw świata w 1922. Mistrz Danii w latach 1919 i 1921-1924.

## Letnie Igrzyska Olimpijskie 1924
| Konkurencja          | Rundy eliminacyjne  | Rundy eliminacyjne       | Klas. końcowa |
| Konkurencja          | Przeciwnik I        | Przeciwnik II            | Miejsce       |
| -------------------- | ------------------- | ------------------------ | ------------- |
| 58 kg styl klasyczny | Jan Bozděch (CSK) Z | Adolf Herschmann (AUT) P | 17.           |